# Lorenzo Poggi
Lorenzo Poggi (Lanciano, 9 agosto 1905 – Pisa, 27 maggio 1978) è stato un ingegnere e fisico italiano.

## Biografia
Si laurea a Pisa nel 1928 in ingegneria civile e nel 1929 viene nominato assistente di ruolo alla cattedra di Fisica tecnica.
Vince una borsa di studio di perfezionamento ad Aquisgrana, in Germania, dove ottiene il titolo del Politecnico tedesco e con il prof. Theodore Von Karmàn si dedica alla ricerca nel campo della aerodinamica teorica.
Tornato a Pisa come assistente del prof. Enrico Pistolesi,  determina le pressioni indotte da vortici su ellissoidi di rivoluzione ed un originale metodo di calcolo del campo aerodinamico in fluido compressibile.
Nel 1932 consegue la libera docenza in Aerodinamica.
Nel 1935 è direttore dell'Istituto di fisica tecnica dell'Università di Pisa e nel 1947 è nominato professore di ruolo.
Oltre all'aerodinamica, Poggi, sviluppa idee originali in diversi campi dell'ingegneria. Dallo studio di compressori alle macchine calcolatrici, dallo studio delle travi ad arco caricate da forze normali all'asse curvo a quello di numerosi problemi di trasmissione del calore, dallo studio delle miscele a quello di problemi relativi a vari tipi di propulsori e di motori termici ed elettrici, dallo studio dei servomeccanismi a quello delle pompe elettromagnetiche, dallo studio di giunti fluidodinamici ed elettromagnetici all'analisi approfondita di problemi teorici di termodinamica.
Pubblica i suoi risultati in una sessantina di lavori pubblicati tra il 1930 ed il 1977 su riviste italiane e estere, in atti di accademie e di congressi. 
Ha insegnato Motori per aeromobili, Complementi di macchine, Servomeccanismi, Regolazione dei reattori nucleari e Gasdinamica.
All'Accademia navale di Livorno ha insegnato Fisica tecnica, Servomeccanismi e Motori per siluri.
Nel 1970 alla neo Facoltà di ingegneria di Firenze ha insegnato Fisica tecnica.
Uomo di grande cultura non solo tecnico-scientifica, è ricordato per il suo carattere eccentrico, concreto e privo di formalismi. Vestiva dimessamente, professava una profonda fede religiosa.
Muore a 73 anni il 27 maggio 1978 a Pisa dopo 50 anni di carriera universitaria dopo una breve malattia.